# Сорин, Хуан Пабло
Хуа́н Па́бло Сори́н (исп. Juan Pablo Sorín; 5 мая 1976, Буэнос-Айрес, Аргентина) — аргентинский футболист, левый крайний защитник. Выступал за сборную Аргентины, был капитаном сборной на чемпионате мира 2006. В настоящее время — комментатор.
Сезон-95/96 аргентинский защитник начинал в «Ювентусе», но сыграл в Лиге чемпионов только тайм против «Боруссии». В январе 1996-го Сорина отправили в аренду в «Ривер Плейт», с которым он в июне выиграл Кубок Либертадорес.
В это же время «Ювентус» победил в финале Лиги чемпионов – обыграли «Аякс» в серии пенальти. Несмотря на то, что Сорин провел всего тайм, медаль ЛЧ у него есть.

## Достижения

### Клубные
«Ривер Плейт»
- Чемпион Аргентины: 1996 (Апертура), Кл. 1997 (Клаусура), 1997 (Апертура), 1999 (Апертура)
- Обладатель Кубка Либертадорес: 1996
- Обладатель Суперкубка Либертадорес: 1997

«Крузейро»
- Обладатель Кубка Бразилии: 1999
- Обладатель Кубка Сул-Минас: 1999, 2000.

«Ювентус»
- Победитель Лиги чемпионов: 1995/96

«Пари Сен-Жермен»
- Обладатель Кубка Франции: 2003/04

«Вильярреал»

Обладатель Кубка Интертото2004
«Гамбург»

Обладатель Кубка Интертото2007
Молодёжная сборная Аргентины
- Чемпион мира среди молодёжи: 1995

Олимпийская сборная Аргентины
- Победитель Панамериканских игр: 1995

Сборная Аргентины
- Финалист Кубка Америки: 2004
- Финалист Кубка конфедераций: 2005

## Личная жизнь
Сорин является этническим евреем. Его дедушка был родом из Одессы.